# Syro-Malankara-Katholieke Kerk
De Syro-Malankara-Katholieke Kerk (Hindi: സീറോ മലങ്കര കത്തോലിക്കാ സഭ) is een oosters-katholieke kerk, geünieerd met de Kerk van Rome. De gelovigen wonen in India, vooral in de zuidelijke deelstaat Kerala. Het is een van de kerken van de Thomaschristenen.
De Westsyrische of Antiocheense ritus wordt gevolgd. De liturgische taal is het Malayalam en het Syrisch. Deze kerk gebruikt de gregoriaanse kalender.

## Geschiedenis
Deze kerk is ontstaan in de jaren 1920 toen vijf orthodoxe bisschoppen van de Malankaarse Syrisch-Orthodoxe Kerk in conflict kwamen met hun patriarch. Hun charismatische leider Mar Ivanios nam contact op met de Rooms-Katholieke Kerk en kwam in 1930 tot een unie met behoud van de eigen ritus en de eigen bisschoppen.

## Huidige situatie
De Syro-Malankara-Katholieke Kerk telt ongeveer 400.000 gelovigen. 
Aan het hoofd staat de metropoliet van Kerala, sinds 2007 grootaartsbisschop-katholikos Baselios Cleemis. De kerk telt 600 priesters en heeft de volgende structuur:
- Grootaartsbisdom Trivandrum (ingesteld in 1932, sinds 2005 een grootaartsbisdom)
  - Eparchie Marthandom (ingesteld in 1996)
  - Eparchie Mavelikara (ingesteld in 2007)
  - Eparchie Pathanamthitta (ingesteld in 2010)
  - Eparchie Parassala (ingesteld in 2017)

- Aartseparchie Tiruvalla (ingesteld in 1932, sinds 2006 een aartseparchie)
  - Eparchie Battery (ingesteld in 1978)
  - Eparchie Muvattupuzha (ingesteld in 2003)
  - Eparchie Puthur (ingesteld in 2010)

- direct geplaatst onder de grootaartsbisschop
  - Eparchie St. Efrem van Khadki (ingesteld in 2019, voor de syro-malankarische gelovigen in Zuid-India buiten Kerala) (was sinds 2015 een apostolisch exarchaat)
  - Eparchie St. Johannes Chrysostomos van Gurgaon (ingesteld in 2015, voor de syro-malankarische gelovigen in Noord-India)
  - Eparchie St. Mary Queen of Peace, voor de Verenigde Staten en Canada (ingesteld in 2016) (was sinds 2010 een apostolisch exarchaat)